# Hamza Ali al-khateeb
Hamza Ali Al-Khateeb (حمزة علي الخطيب  àrab) (24 de octubre de 1997 - 25 maig de 2011) va ser un nen de tretze anys, de nacionalitat siriana, que va morir quan estava sota la custòdia de les autoritats sirianes a Daraa durant les Protestes a Síria de 2011. El dia 25 de maig de 2011 el seu cos va ser lliurat al seu familiars. El nen es trobava en una manifestació contra el govern sirià el passat 29 d'abril quan va desaparèixer durant un mes, presumptament segrestat per membres de shabbiha (en àrab: الشبيحة, de la paraula shabah, شبح, lit. "fantasma"), la temible Força Aèria d'Intel·ligència de Síria. Després, es va retornar el cos als seus pares que, segons afirmen, tenia clars signes de tortura. Les imatges de la seva cara es van convertir en símbol de la lluita en les xarxes socials com Facebook.
El règim va negar ser responsable de la mort de Hamza. El president Bashar al-Assad es va reunir personalment amb el pare de Hamza i la seva mare i els va oferir el seu condol.

## Personalitat
Tenia fama de ser generós amb els pobres. "Sovint li demanava diners als seus pares per donar-lo als pobres del carrer. Recordo que una vegada va voler donar a algú 100 lliures sirianes ($ 2), i la seva família va dir que era massa. Però Hamza va dir:" Tinc un llit i menjar. mentre que aquest tipus no té res '. I així va persuadir als seus pares perquè li donessin al captaire 100, "li va dir el seu cosí a la cadena local Al Jazeera.